# Михасёнок, Владимир Андреевич
Владимир Андреевич Михасёнок (род. 14 июня 1998, Сергиев Посад, Московская область) — российский хоккеист, нападающий.

## Биография
Занимался в школах московских клубов «Крылья Советов» (2007—2008), «Спорт-центр»/«Центр» (2009—2012), «Русь» (2012—2014), «Капитан» Ступино (2014—2015). Летом 2025 года на предсезонном Кубке В. И. Васильева играл за «Ирбис», затем выступал за команду «Ак Барса» в ЮХЛ. В октябре перешёл в нижегородское «Торпедо», играл за команду в ЮХЛ, провёл два матча в МХЛ в составе «Чайки». Выступал в МХЛ за команды «Амурские тигры» (2016/17) и «Крылья Советов» (2017/18). Сезон 2018/19 провёл в команде чемпионата Казахстана «Бейбарыс», в сезоне 2019/20 выступал в китайской команде ВХЛ ОРДЖИ. Перед сезоном 2020/21 перешёл в нижегородское «Торпедо», провёл четыре матча в КХЛ и 7 — за «Ладу» в ВХЛ. 20 октября контракт был расторгнут, а 6 ноября Михасёнок подписал соглашение с «Амуром». 22 апреля 2021 года продлил контракт на год. 28 ноября 2021 года перешёл в чешский клуб «Берани Злин». Летом 2022 года подписал пробный контракт с «Барысом», но провёл сезон 2022/23 в команде ВХЛ АКМ, сыграв 9 матчей. После начала следующего сезона перешёл в «Динамо» СПб. 13 июля года подписал пробный контракт с «Адмиралом», 13 августа заключил однолетнее соглашение. Провёл один матч, и 11 октября контракт был расторгнут.